# Glengarry (couvre-chef)
Pour les articles homonymes, voir Glengarry.

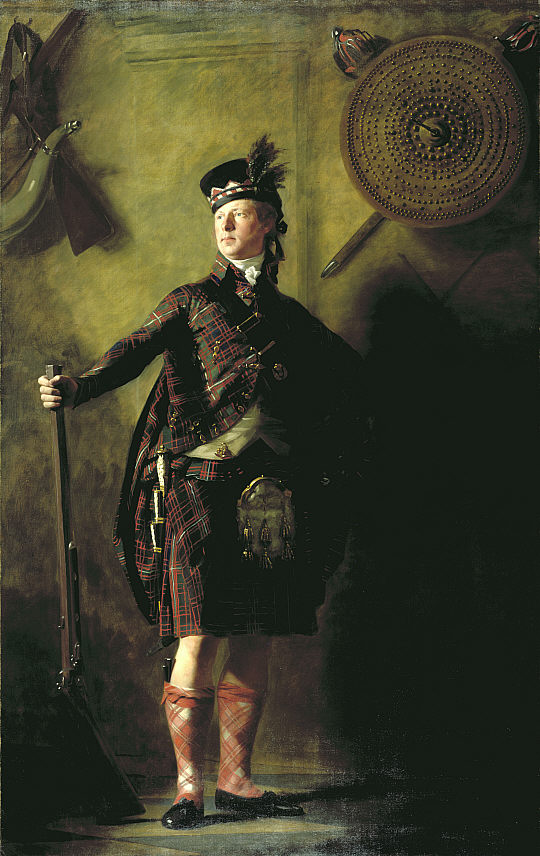
Portrait d'Alexander Ranaldson Macdonell (1771 - 1828) coiffé d'un Glengarry

Le glengarry est le calot traditionnel écossais. Il est formé d'un tissu de laine épais, avec un toory (une sorte de pompon) sur le dessus, et des rubans qui tombent sur l'arrière. Il est porté aussi bien à titre militaire que comme élément d'un costume civil ou estudiantin dans certaines universités.

## Histoire
Ce couvre-chef a fait partie de l'uniforme des Glengarry Fencibles dès leur constitution en 1794 par Alasdair Ranaldson MacDonell of Glengarry (en), réputé être celui qui inventa le calot glengarry. Il est possible cependant que son origine soit encore antérieure, lorsque les « bonnets de Balmoral » changèrent de forme pour prendre une courbure, ainsi qu'un pli.